# 长白老鹳草
长白老鹳草（学名：Geranium dahuricum var. paishanense）为牻牛儿苗科老鹳草属下的一个变种。

## 扩展阅读
- 維基物種上的相關：长白老鹳草